# Краснофлотская улица (Выборг)
Краснофлотская улица — улица в старой части Выборга, пролегающая от Крепостной улицы до улицы Северный Вал и пересекающая Прогонную улицу.

## История
Застройка шведского Выборга, сформировавшаяся в XV веке, была хаотичной: вдоль извилистых средневековых улиц стояли бюргерские дома, главным образом деревянные. В 1640 году шведским инженером А. Торстенсоном с помощью землемера А. Стренга был составлен первый регулярный план Выборга, согласно которому город разделялся на кварталы правильной геометрической формы прямыми улицами, ширина которых, в основном, была равна 8,5 метров. Одной из них стала проложенная по новому плану улица Серых Братьев (швед. Gråmunkegatan). Самым большим каменным сооружением на улице был к тому времени уже недействующий Выборгский собор францисканского монастыря. По цвету монашеского одеяния горожане называли францисканцев «Серыми братьями», отсюда и название улицы.

Схематическое изображение Выборга до реконструкции
Первый регулярный план Выборга. В верхней части — собор францисканского монастыря

После взятия Выборга русскими войсками в 1710 году на русских картах улица обычно именовалась Вторым переулком (при этом Первым переулком была нынешняя Красноармейская улица, Третьим — улица Новой Заставы, Четвёртым — улица Водной Заставы, а Пятым — Подгорная улица). Она застраивалась домами в стиле русского классицизма. Дом № 3, построенный в 1840 году по проекту архитектора К. Лесцига, является самым старым деревянным домом в Выборге. 
В 1812 году Финляндская губерния, переименованная в Выборгскую, была присоединена к Великому княжеству Финляндскому в составе Российской империи, в результате чего языком официального делопроизводства в губернии снова стал шведский. На шведских картах того времени переулок вначале оставался «Вторым»: швед. 2 Catharinatvärgatan — «Вторая пересекающая Екатерининскую улицу» («Первым переулком» в тот период была улица Водной Заставы, а «Третьим» — нынешняя Пионерская улица). Позже возвращается название «Gråmunkegatan» (на русских картах — улица Серого братства): сохранились остатки фундамента и основание стены монастырского собора «Серых братьев». После введения в 1860-х годах в официальное делопроизводство Великого княжества финского языка получили распространение финноязычные карты Выборга, на которых улица именовалась фин. Harmaidenveljestenkatu; с провозглашением независимости Финляндии финский вариант названия стал официальным.
Уличная застройка, заметно обновлённая в конце XIX — начале XX века благодаря деятельности архитекторов Ф. А. Оденваля, К. Э. Диппеля и У. Ульберга, понесла значительный ущерб в результате советско-финских войн (1939—1944). После Советско-финляндской войны (1939—1940) в период вхождения Выборга в состав Карело-Финской ССР в 1940—1941 годах, когда использовались таблички и вывески на двух языках, фин. Harmaidenveljestenkatu по-русски стала именоваться улицей Серых братьев. Рассматривалось предложение о новом названии — «Красной Звезды». По окончании Выборгской наступательной операции с 1944 года за улицей закрепилось современное название. В 1990-х годах были воссозданы двухэтажные дома: на углу с Прогонной улицей (дом 10/12), дом 17 на улице Северный Вал  и дом № 16 — на углу с Крепостной улицей. Тогда же после археологических исследований на старинном фундаменте были возведены стилизованные руины для обозначения места, где когда-то находился собор францисканцев. В 2013 году реконструирован (фактически выстроен заново) дом № 4-а, а 2021 году — дом № 6. 
С 2008 года, после разделения всей территории Выборга на микрорайоны, Краснофлотская улица относится к Центральному микрорайону города. Все здания, расположенные на улице, внесены в реестр объектов культурного наследия в качестве памятников архитектуры.

## Известные жители
д. 11 — А. П. Тихонов (мемориальная доска)

## Изображения

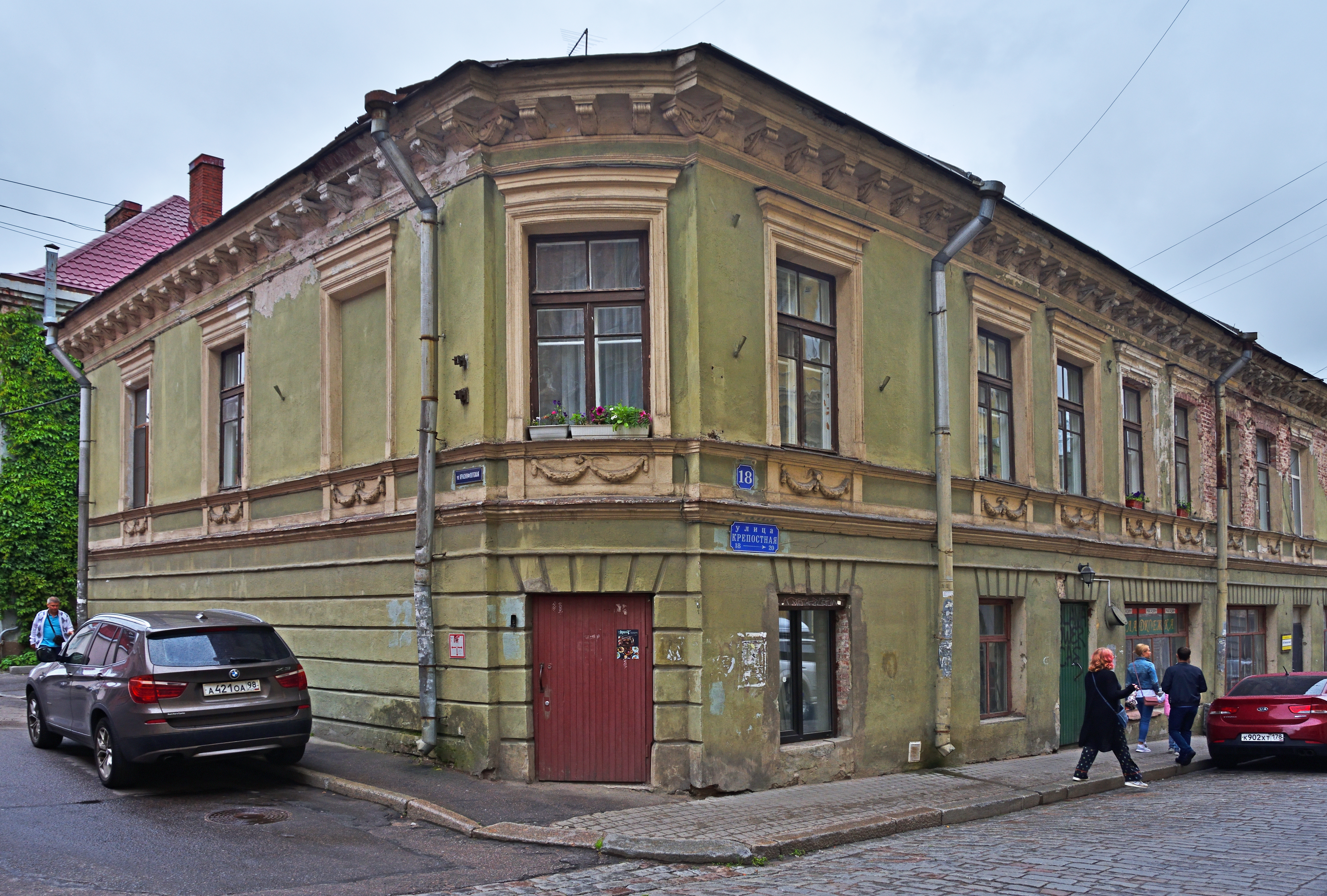
Дом на углу с Крепостной улицей (Крепостная, дом № 18)
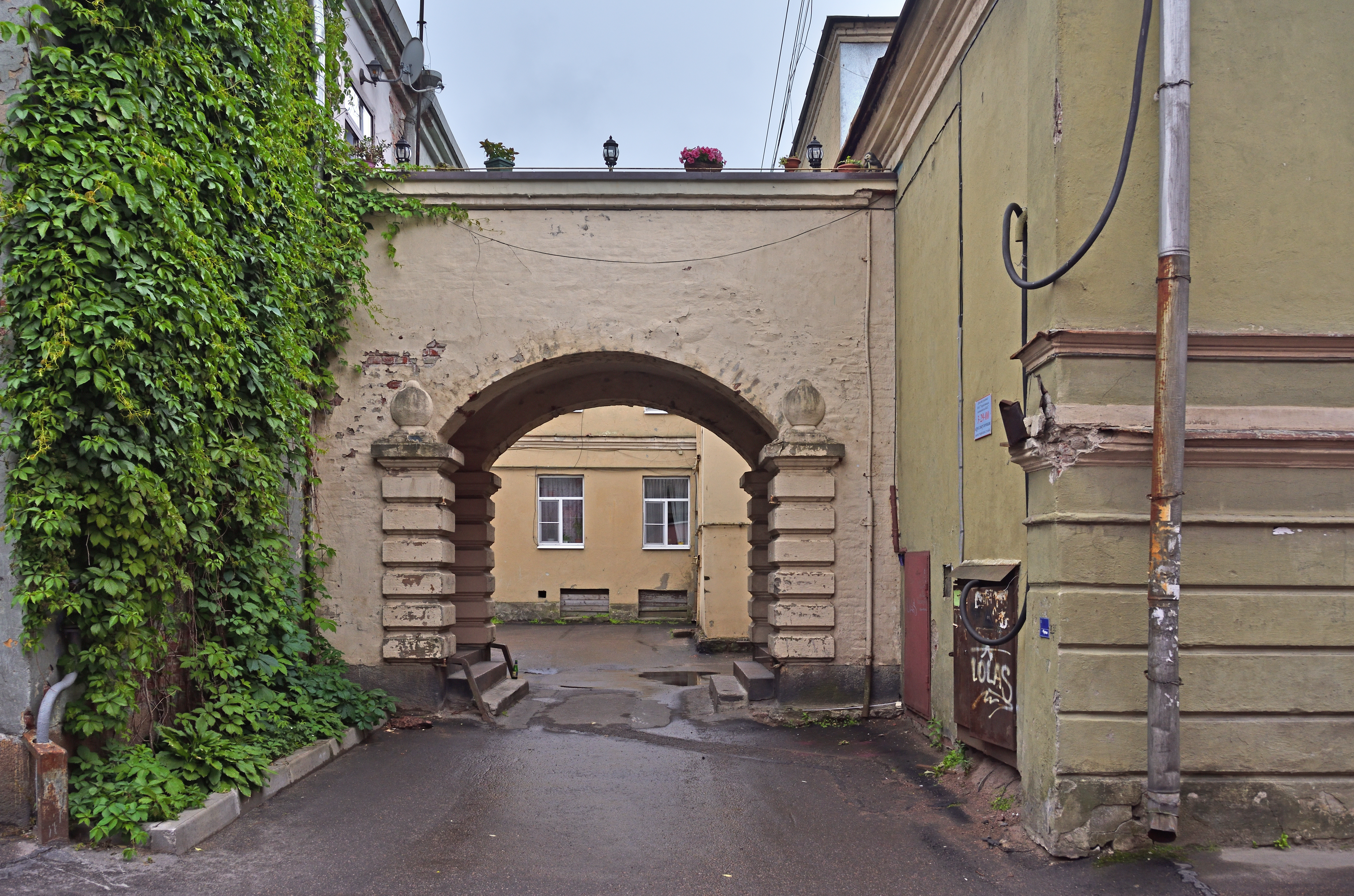
Арка дома № 1
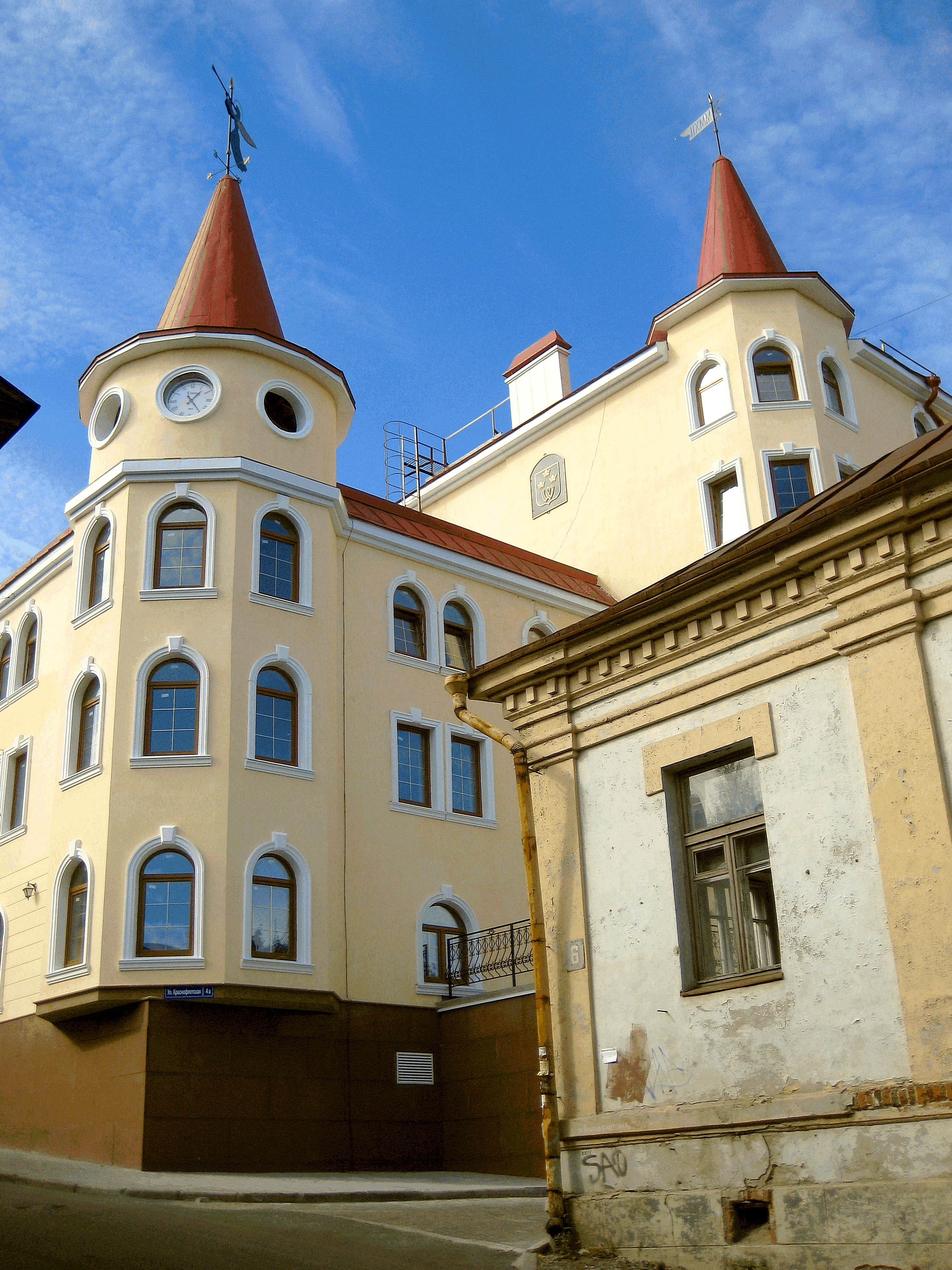
Дом № 4-а («Линна»)
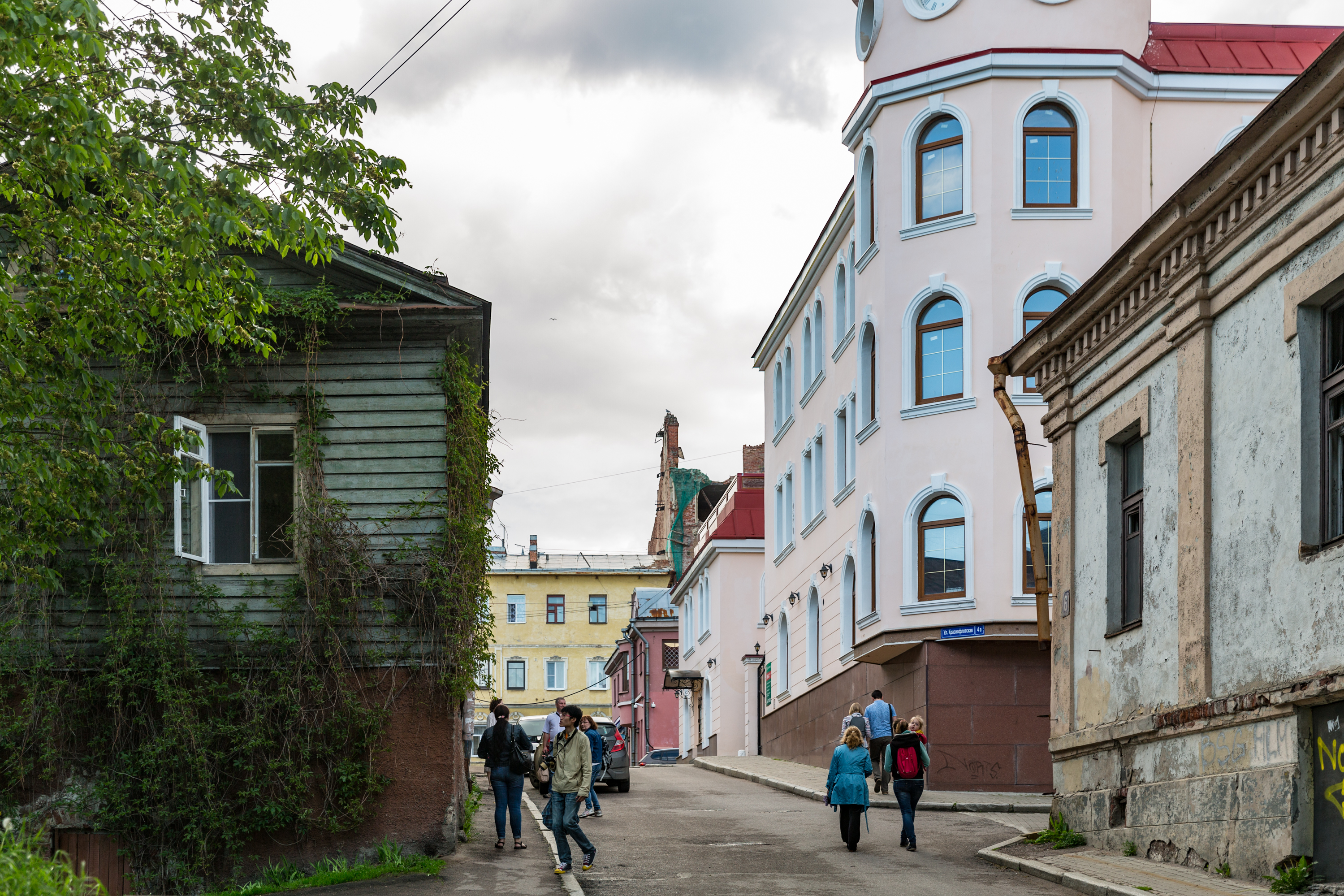
Дома № 3, 4-а и 6
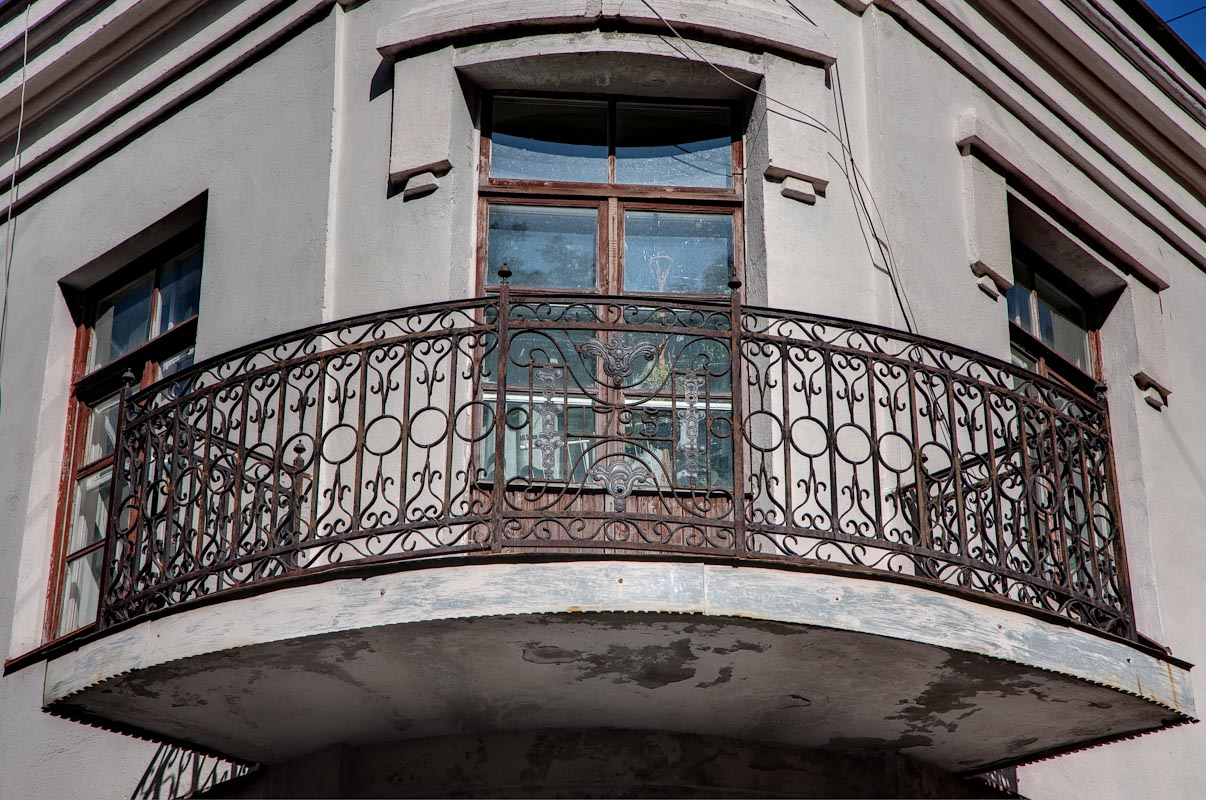
Балкон дома № 10 (Прогонная улица, дом № 12)
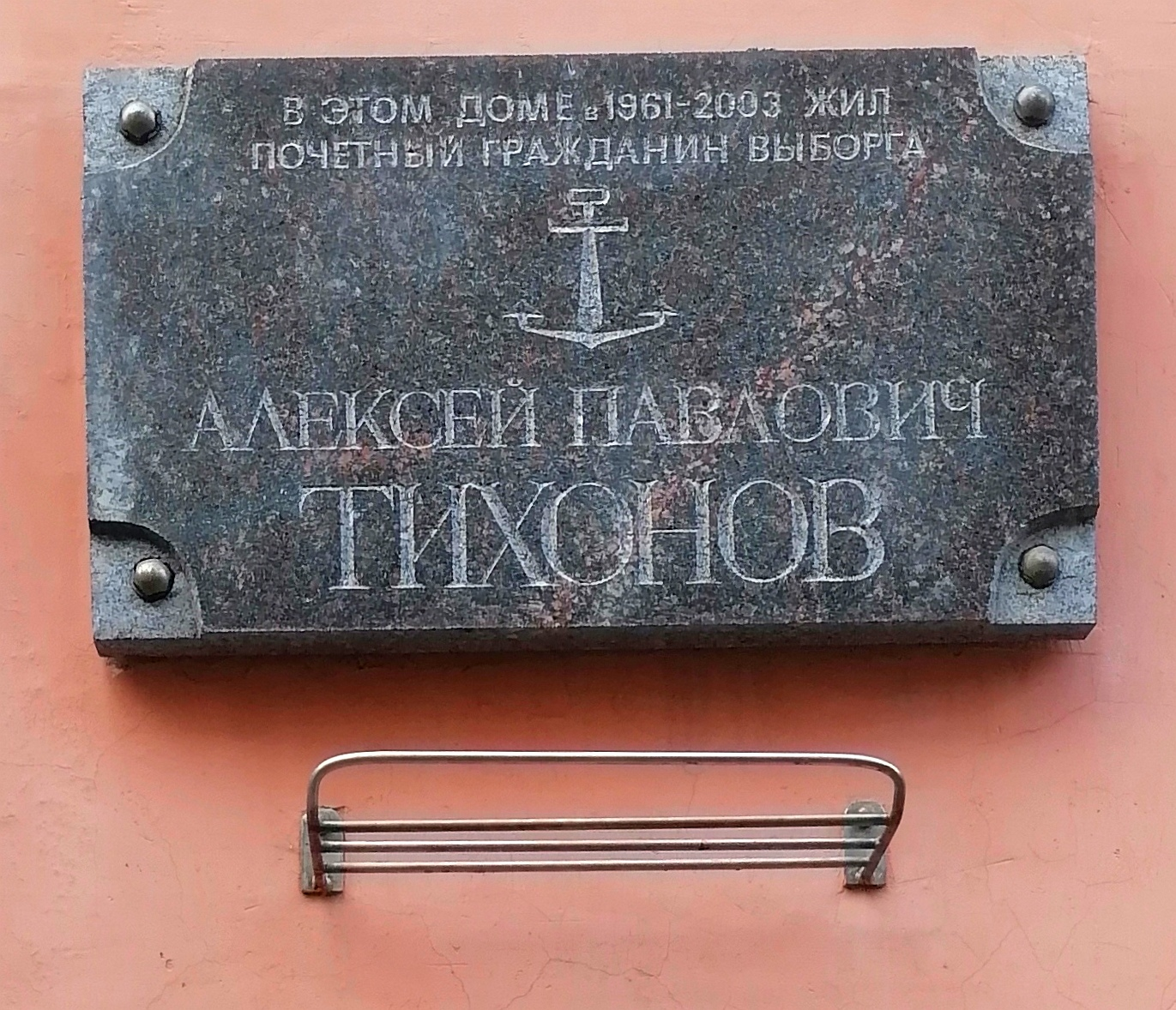
Мемориальная доска на доме № 11